# 蘇珊·德·波旁

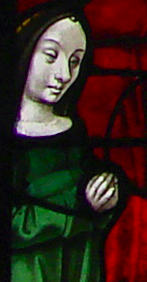
蘇珊·德·波旁

蘇珊·德·波旁，波旁女公爵（Suzanne, Duchess of Bourbon，1491年5月10日－1521年4月28日），波旁家族的代表人物之一，亦是奧弗涅女公爵，與丈夫夏爾三世一同管理波旁公國及奧弗涅公國。
蘇珊·德·波旁是波旁公爵皮埃爾二世·德·波旁與法國國王路易十一的女兒法蘭西的安妮唯一女兒。父親皮埃爾二世死後，蘇珊繼承為波旁女公爵。
皮埃爾夫婦雖然有一子克萊蒙伯爵夏爾，但是他早於1498年逝世而無嗣。他們只剩下女兒蘇珊，為了在皮埃爾死後，波旁公國不會落於他人手中，皮埃爾向新任的法國國王路易十二要求由蘇珊承繼波旁公國，得到了准許。他們原先打算將蘇珊嫁給阿朗松公爵查理，但是皮埃爾於兩人婚前逝世。為了確定蘇珊的繼承權，安妮便將女兒嫁給下一位波旁公國的男性繼承人蒙特西埃伯爵夏爾，即是夏爾三世·德·波旁。
1505年5月10日，蘇珊嫁給蒙特西埃伯爵夏爾，兩人一同統治波旁公國及奧弗涅公國。
蘇珊與夏爾所生的孩子（包括克萊蒙伯爵弗朗索瓦及一對孖仔）皆於不足一歲前去世。當蘇珊於1521年在沙泰勒羅宮逝世時，她的遺產全歸夏爾三世。但是法國國王弗朗索瓦一世寡居的母后薩伏依的露易斯認為她與蘇珊的血緣關係比夏爾三世接近，波旁家族的產業理應由她承繼。（薩伏依的露易斯是波旁公爵夏爾一世·德·波旁的外孫女，而蘇珊是夏爾一世的孫女，夏爾三世卻只是夏爾一世的父親讓一世·德·波旁的曾孫。）露易斯更提議與夏爾三世結婚以解決繼承權的爭議，但是被夏爾三世斷言拒絕。弗朗索瓦一世為其母親向巴黎高等法院提出訴訟，要求從夏爾三世手中收回波旁家族的遺產。夏爾三世在法院未作判決前因感到無望，憤而出賣國家，他開始和英王亨利八世和神聖羅馬皇帝查理五世談判，企圖瓜分法國，但是無疾而終。1523年，弗朗索瓦一世知悉此事，下令廢除夏爾三世法國王室統帥之職，但是夏爾三世仍能逃亡至意大利，投奔敵人神聖羅馬皇帝查理五世服役。
| 蘇珊·德·波旁 波旁家族出生于：1491年5月10日逝世於：1521年4月28日 | 蘇珊·德·波旁 波旁家族出生于：1491年5月10日逝世於：1521年4月28日    | 蘇珊·德·波旁 波旁家族出生于：1491年5月10日逝世於：1521年4月28日 |
| 統治者頭銜                                                      | 統治者頭銜                                                         | 統治者頭銜                                                      |
| --------------------------------------------------------------- | ------------------------------------------------------------------ | --------------------------------------------------------------- |
| 前任者： 皮埃爾二世                                             | 波旁公爵 1503年-1521年 與1505年－1521年同時在任 （與夏爾三世共治） | 繼任者： 夏爾三世                                               |